# Xylencyrtus tridens
Xylencyrtus tridens är en stekelart som beskrevs av Annecke 1968. Xylencyrtus tridens ingår i släktet Xylencyrtus och familjen sköldlussteklar.
Artens utbredningsområde är:
- Kamerun.
- Kenya.
- Uganda.

Inga underarter finns listade i Catalogue of Life.